# حملة ويرديل
حملة ويرديل هي جزء من حرب الاستقلال الإسكتلندية الأولى، حدثت خلال شهري يوليو وأغسطس من عام 1327 في ويرديل، إنجلترا. واجهت قوة إسكتلندية بقيادة اللورد دوغلاس وإيرلي موراي ومار جيشًا إنجليزيًا بقيادة روجر مورتيمر، بارون مورتيمر الثالث، برفقة الملك إدوارد الثالث المتوج حديثًا.
في عام 1326، خُلع الملك الإنجليزي إدوارد الثاني على يد زوجته إيزابيلا وعشيقها مورتيمر. كانت إنجلترا في حالة حرب مع إسكتلندا لمدة 30 عامًا واستغل الإسكتلنديون الوضع الفوضوي لشن غارات كبيرة على إنجلترا. رأى مورتيمر وإزابيلا مجابهة الإسكتلنديين كطريقة لإضفاء الشرعية على وضعهما، فأعدا جيشًا كبيرًا لأجل هذه المواجهة. وفي يوليو عام 1327 انطلق الجيش من يورك لملاحقة الإسكتلنديين وإجبارهم على القتال. وبعد أسبوعين من سوء الإمدادات وسوء الأحوال الجوية، واجه الإنجليز الإسكتلنديين الذين تخلوا عن موقعهم عمدًا.
احتل الإسكتلنديون موقعًا مهمًا مباشرة شمال نهر وير. ورفض الإنجليز مهاجمته كما رفض الإسكتلنديون القتال في العراء. وبعد ثلاثة أيام، انتقل الإسكتلنديون بين عشية وضحاها إلى موقع أقوى. تبعهم الإنجليز، وفي تلك الليلة عبرت قوة إسكتلندية النهر ونجحت في مداهمة المعسكر الإنجليزي، وتوغلت حتى الجناح الملكي. اعتقد الإنجليز أنهم حاصروا الإسكتلنديين وكانوا يجوعونهم، ولكن في ليلة 6 أغسطس هرب الجيش الإسكتلندي وعاد إلى إسكتلندا. كانت الحملة مكلفة بشكل مدمر بالنسبة للإنجليز. أُجبرت إيزابيلا ومورتيمر على التفاوض مع الإسكتلنديين وفي عام 1328 جرى التوقيع على معاهدة إدنبرة - نورثامبتون، التي تعترف بالسيادة الإسكتلندية.

## الخلفية
بدأت حرب الاستقلال الإسكتلندية الأولى بين إنجلترا وإسكتلندا في مارس عام 1296، عندما اقتحم إدوارد الأول ملك إنجلترا (1272-1307) مدينة بيرويك الحدودية الإسكتلندية ونهبها تمهيدًا لغزو إسكتلندا. بحلول عام 1323، طرد الإنجليز تمامًا من إسكتلندا وكان يحكمهم إدوارد الثاني وقتها. اعتلى روبرت بروس العرش الإسكتلندي بأمان وشن عدة غارات كبرى في عمق إنجلترا. وفي مايو جرى الاتفاق على هدنة لمدة 13 عامًا. على الرغم من ذلك، استمرت الغارات الإسكتلندية، وبقيت القرصنة الإنجليزية تعمل ضد الشحن الإسكتلندي. ولزيادة إحراج إدوارد الثاني، اندلعت الحرب الأنجلو-فرنسية في آكيتين عام 1323، ليُهزم الإنجليز فيها ويجبروا على الموافقة على سلام مذل في عام 1325. 
بحلول فبراير عام 1326، كان من الواضح أن زوجة إدوارد الثاني إيزابيلا قد اتخذت روجر مورتيمر المنفي كعشيق لها. وعاشا في باريس، وبتشجيع من البلاط الفرنسي أصبحا مركز المعارضة الإنجليزية لإدوارد الثاني. في أبريل وافق الإسكتلنديون على تحالف عسكري مع الفرنسيين. وبعدها في سبتمبر وصلت إيزابيلا ومورتيمر ووريث العرش الأمير إدوارد البالغ من العمر ثلاثة عشر عامًا إلى سوفولك. انهارت سلطة إدوارد الثاني، وتولى فصيل إيزابيلا الإدارة بدعم من الكنيسة، وأسر إدوارد الثاني في نوفمبر. قتل أمين صندوق إدوارد الثاني والتر دي ستابليدون على يد حشد في كاتدرائية القديس بولس. وأعلن مستشاره الرئيسي هيو ديسبينسر خائنًا وحُكم عليه بالسحب والشنق ونزع الأحشاء والخصي والإرباع - وعرض رأسه على إحدى بوابات لندن؛ توفي مستشاره روبرت بالدوك في السجن. وقطع رأس إيرل أروندل.
تنازل إدوارد الثاني عن العرش في يناير عام 1327، تحت التهديد بحرمان ابنه من الميراث. وبعد أيام قليلة توج الأمير إدوارد باسم إدوارد الثالث. كان مفهومًا أن والدته وعشيقها قصدا أن يكون إدوارد الصغير دمية لهما. ومع خلع إدوارد الثاني، افتقرت إيزابيلا ومورتيمر إلى الشرعية والدعم الشعبي. رأى الإسكتلنديون فرصة في الفوضى جنوب الحدود. أثناء تتويج إدوارد الثالث، كانت القوة الإسكتلندية تحاصر قلعة نورهام التي يسيطر عليها الإنجليز. رفض إدوارد الثاني الاعتراف بروبرت بروس ملكًا لإسكتلندا، وكانت الغارات الإسكتلندية تهدف إلى ممارسة الضغط على الإنجليز للاعتراف بملكيته. فكان إنهاء الغارات الإسكتلندية المدمرة بهزيمة الإسكتلنديين في المعركة سيساعد في إضفاء الشرعية على حكم إيزابيلا ومورتيمر الفعلي. وبالنسبة لبروس، فإن إثبات أن الإنجليز غير قادرين على إنهاء الغارات من المحتمل أن يضع الملك الإسكتلندي في وضع يفرض فيه السلام. تحت هذه الضغوط انهارت الهدنة واستعد الطرفان لحرب شاملة. 